# Сельское поселение «Посёлок Среднехорский»
Се́льское поселе́ние «Посёлок Среднехорский» — упразднённое муниципальное образование района имени Лазо Хабаровского края Российской Федерации.
Административный центр — посёлок Среднехорский.

## История
Статус и границы сельского поселения установлены Законом Хабаровского края от 28 июля 2004 года № 208 «О наделении посёлковых, сельских муниципальных образований статусом городского, сельского поселения и об установлении их границ».
Законом Хабаровского края от 21 декабря 2016 года № 229, 1 января 2017 года были преобразованы, путём их объединения, сельские поселения «Село Гвасюги» и «Посёлок Среднехорский» в Гвасюгинское сельское поселение с административным центром в селе Гвасюги.

## Население
| 2010 | 2011 | 2012 | 2013 | 2014 | 2015 | 2016 |
| ---- | ---- | ---- | ---- | ---- | ---- | ---- |
| 234  | →234 | ↘219 | ↘215 | ↘204 | ↘203 | ↗204 |

## Состав сельского поселения
| № | Населённый пункт | Тип населённого пункта          | Население |
| - | ---------------- | ------------------------------- | --------- |
| 1 | Среднехорский    | посёлок, административный центр | ↘156      |